# Gasthof Zur Goldenen Gans (Pasing)

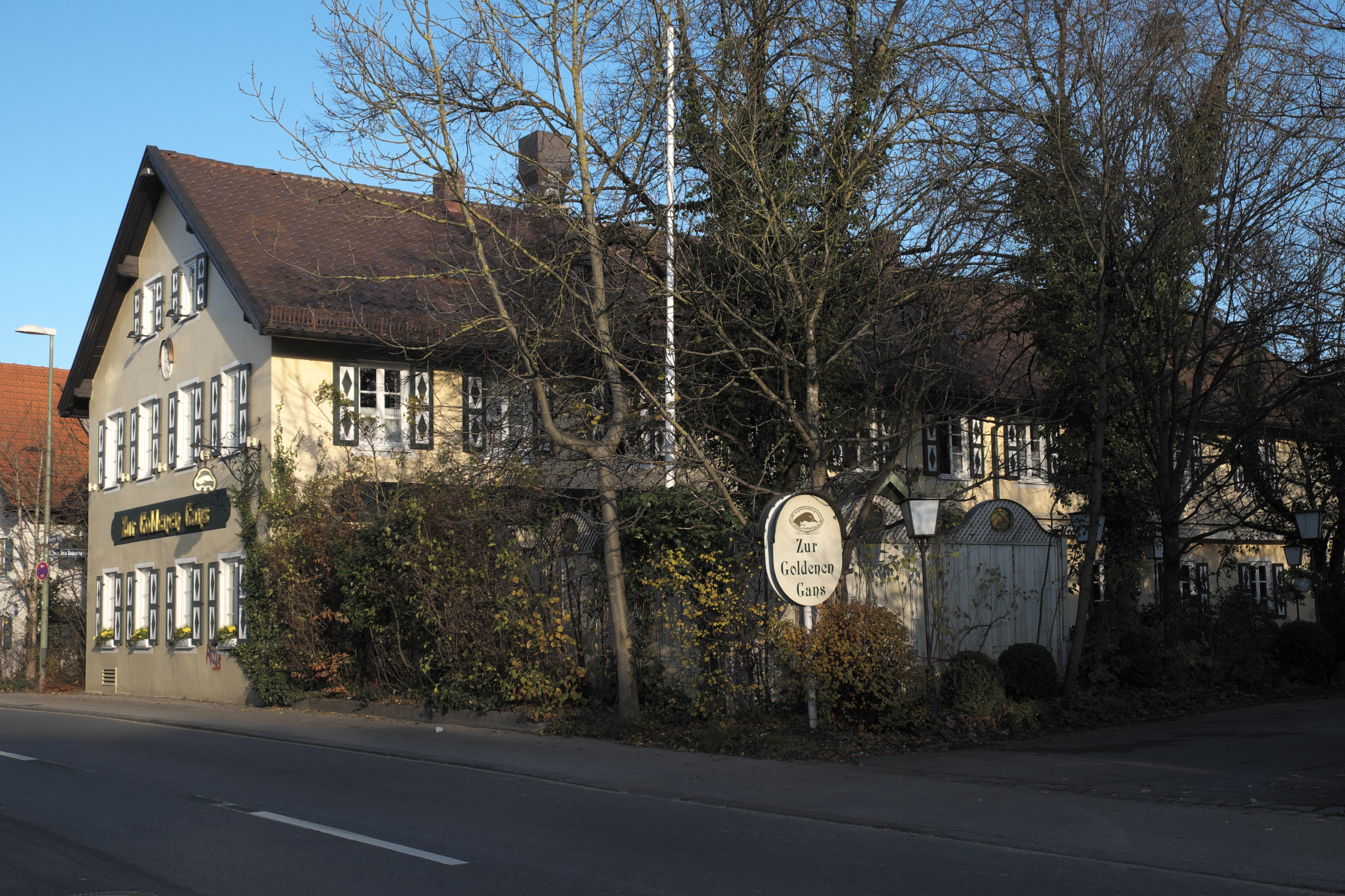
Gasthof Zur Goldenen Gans im Stadtteil Pasing von München

Der Gasthof Zur Goldenen Gans im Stadtteil Pasing der bayerischen Landeshauptstadt München wurde im Kern im 19. Jahrhundert errichtet. Das Gasthaus an der Planegger Straße 31 ist ein geschütztes Baudenkmal.
Der zweigeschossige Satteldachbau, ein ehemaliges Bauernhaus, wurde 1875 in einen Gasthof umgewandelt, der zunächst Lochhamer Hof hieß. Das Gebäude wurde mehrmals verändert und alle Spuren des ehemaligen landwirtschaftlichen Teils sind verschwunden. 
Das Anwesen gehört zum Ensemble ehemaliger Ortskern Pasing.
Im Februar 2020 übernahmen Werner Hunsinger und sein Sohn Marc den Restaurant-Betrieb.

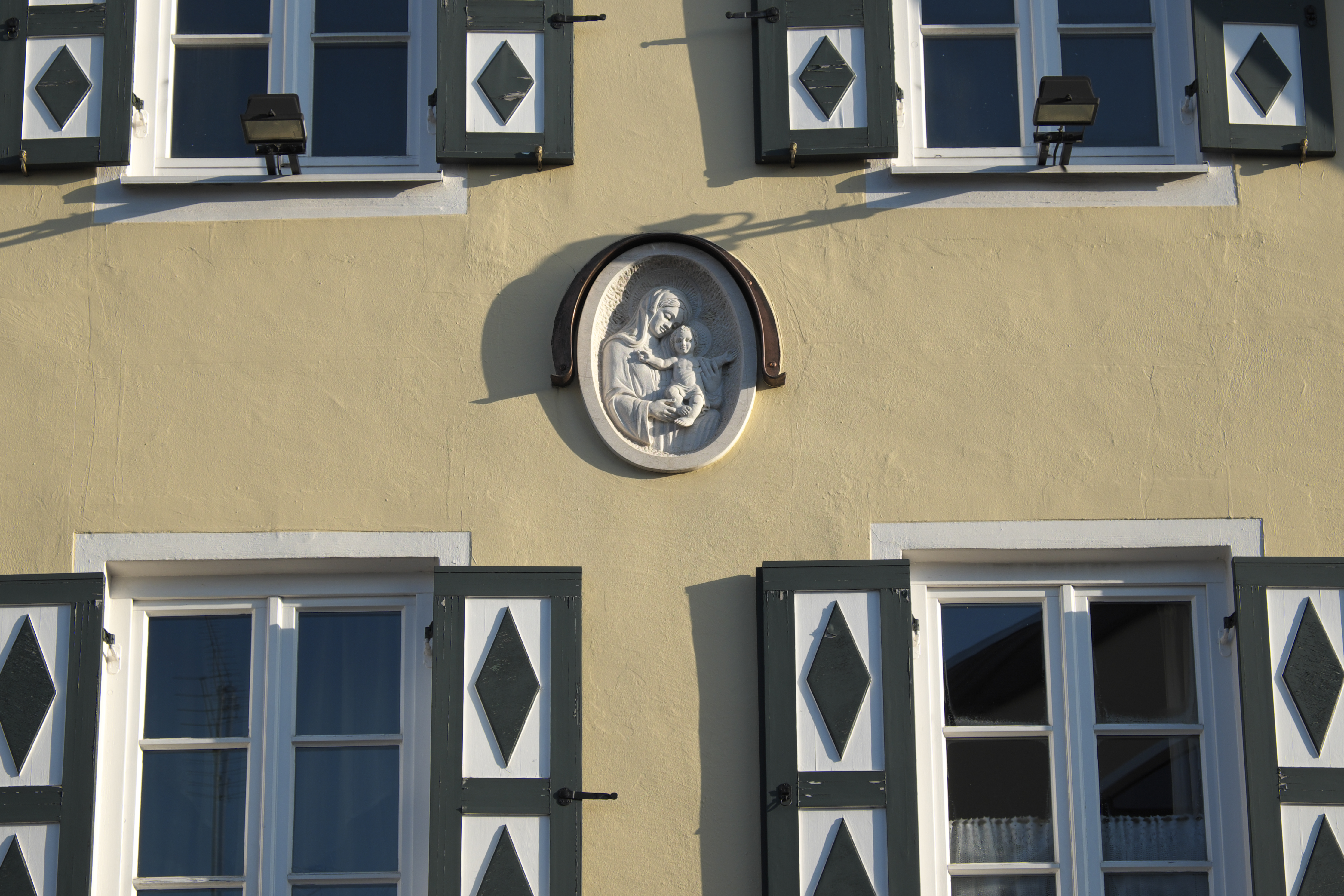
Madonnenrelief an der straßenseitigen Fassade
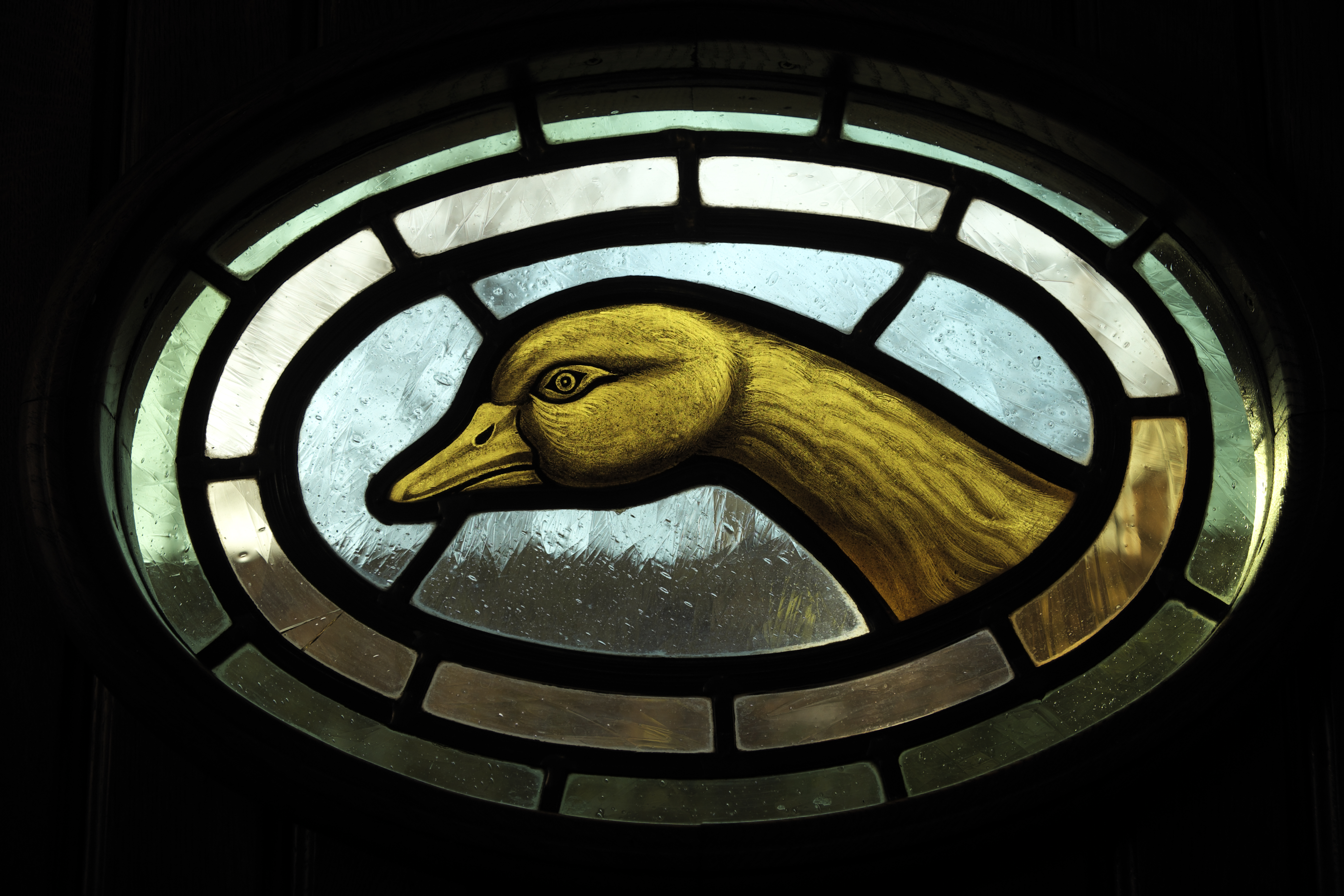
Bleiglasfenster in der Gaststube